# Dašovský potok
Dašovský potok je pravostranný přítok Římovky v okrese Třebíč v Kraji Vysočina. Délka toku měří 7,1 km. Plocha povodí činí 11,9 km².

## Průběh toku
Potok pramení pod vrchem Mařenka (711 m) jihozápadně od Štěměch v nadmořské výšce 646 m. Zprvu potok teče směrem na sever, ale po přijmutí několika malých toků zleva se stáčí směrem na jihovýchod. Dále potok napájí rybník Pančák a teče kolem Dašovského mlýna, který funguje také jako muzeum mlynářství a venkovského životního stylu. Potok teče pod Spáleným vrchem (647 m) a zprava přijímá bezejmenný tok. Dále potok podtéká silnici II/410 a napájí rybník Římov. V Římově se Dašovský potok zprava vlévá do Římovky v nadmořské výšce 497 m.

## Galerie

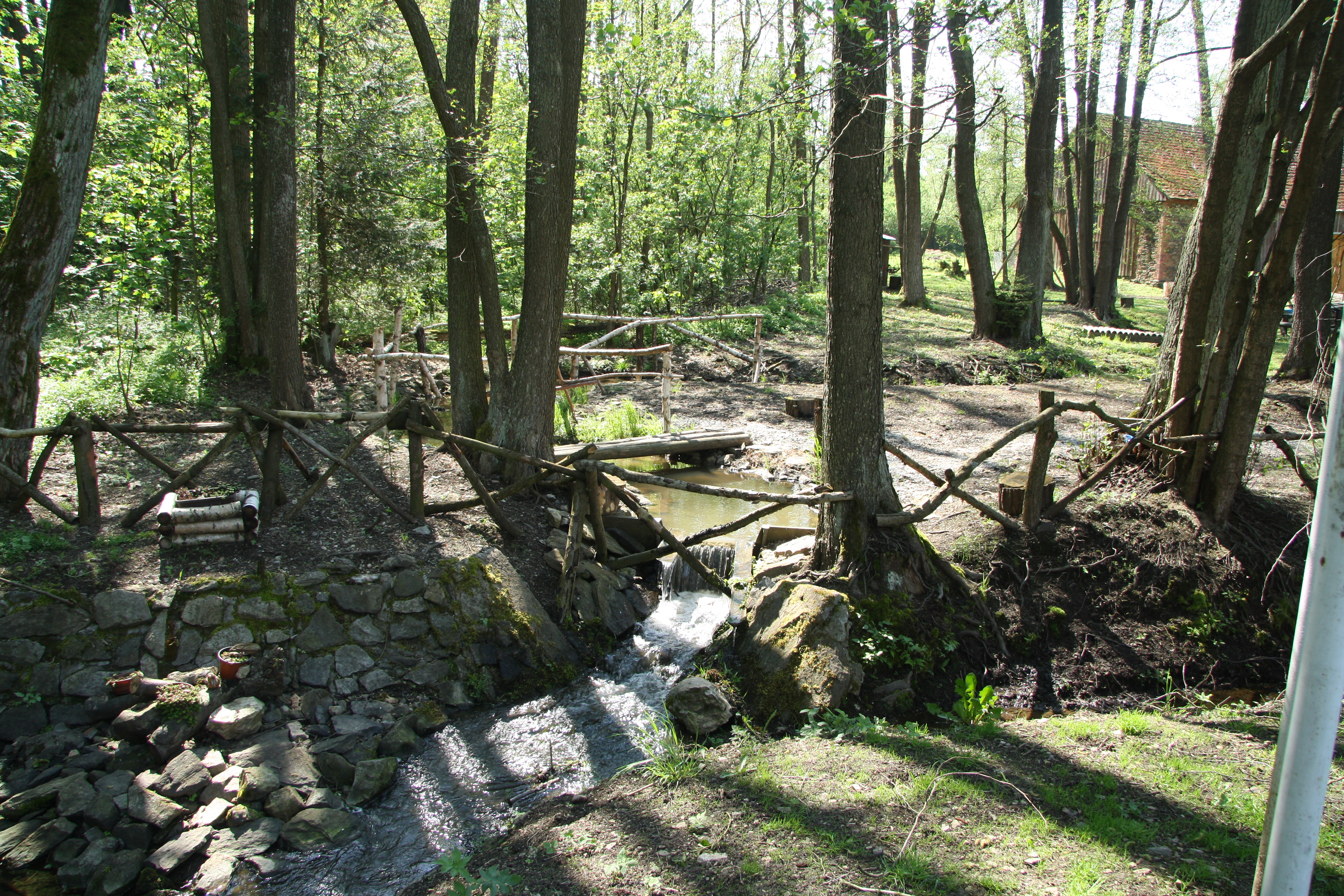
Dašovský potok v Dašově

## Mlýny
- Dašovský mlýn – Dašov-Štěmechy